# Zelená Hora (Vyškovi járás)
Zelená Hora település Csehországban, Vyškovi járásban. Zelená Hora Radslavice, Březina és Pustiměř településekkel határos. Lakosainak száma 327 fő (2024. január 1.).

## Népesség
A település lakosságának változását az alábbi diagram mutatja:
| Lakosok száma | 322  | 451  | 526  | 300  | 265  | 240  | 274  | 290  | 297  | 327  |
|               | 1869 | 1900 | 1921 | 1961 | 1980 | 2011 | 2016 | 2019 | 2021 | 2024 |